# Lydert Sautier
Lydert Sautier var en svensk målare verksam i Stockholm vid 1600-talets slut.
Sautier var verksam i Stockholm som målare. Då han stod i släktförbindelse med David Klöcker Ehrenstrahl och David von Krafft är det troligt att han lärjunge till den förra. Han tillhör den krets av hantverksmässiga konterfejare som förevigade Stockholmsborgarna under stormaktstiden. 